# Coryptilus indicus
Coryptilus indicus är en stekelart som beskrevs av Gibson 1995. Coryptilus indicus ingår i släktet Coryptilus och familjen hoppglanssteklar.
Artens utbredningsområde är Nepal. Inga underarter finns listade i Catalogue of Life.